# New London Architecture
New London Architecture (NLA) es un recurso de información independiente y un foro de discusión centrado en la arquitectura y el entorno construido de Londres. Su público son profesionales, público y políticos. Está en The Building Centre en Londres, Inglaterra. El presidente es Peter Murray.

## Orígenes y finalidad
NLA se fundó en 2005. Su misión declarada es «unir a las personas para configurar una ciudad mejor».

## Actividades
NLA ofrece más de 150 eventos al año, que incluyen una combinación de mesas redondas, conferencias, debates, charlas, recorridos a pie y recepciones. La organización también publica investigaciones, alberga exposiciones temporales, otorga premios y organiza concursos internacionales de ideas, como el de «Nuevas ideas para la vivienda», realizado en 2015. La publicación principal de NLA es New London Quarterly (New London Trimestral), la cual se distribuye a unas 5 000 personas interesadas en el entorno construido de Londres. Sus galerías están abiertas seis días a la semana y reciben más de 10 000 visitantes al mes.

## Nuevo modelo de Londres
La exposición permanente de NLA incluye un modelo interactivo, a escala 1:2000, del centro de Londres. El modelo mide aproximadamente 12,5 metros (13,7 yd) de longitud. Representa un área de más de 85 kilómetros cuadrados (32,8 mi²) de la ciudad de Londres. Fue ampliado en 2015.